# رئيس وزراء المملكة المتحدة
رئيس وزراء المملكة المتحدة (بالإنجليزية: The prime minister of the United Kingdom، الاختصار غير الرسمي: PM ويعني: رئيس الوزراء) هو رئيس حكومة المملكة المتحدة. يقود رئيس الوزراء كلا من السلطتين التنفيذية والتشريعية، وهو مسؤول مع مجلس الوزراء أمام الملك، والبرلمان، وحزبهما، وأمام جمهور الناخبين، عن سياسات الحكومة وإجراءاتها.
لا يتأسس منصب رئيس الوزراء بموجب أي قانون أو وثيقة دستورية، بل تأسس بموجب اتفاقية قائمة منذ عهد بعيد، يعين بموجبها النظام الملكي الحاكم الشخص الذي من المرجح أن يحظى بثقة مجلس العموم كرئيس للوزراء، ويكون هذا الشخص عادة زعيم الحزب السياسي أو زعيم ائتلاف الأحزاب الذي يشغل أكبر عدد من المقاعد في مجلس العموم. لم يُجر تأسيس منصب رئيس الوزراء، بل تطور، على نحو بطئ ومتدرج، على مدى ثلاثمائة سنة نتيجة للعديد من القوانين البرلمانية، والتطورات السياسية، وحوادث التاريخ. من أجل ذلك، فإن أفضل فهم لمنصب رئيس الوزراء يحدث عبر المنظور التاريخي. يمكن العثور على جذور تأسيس المنصب في التغييرات الدستورية التي حدثت أثناء التسوية الثورية (1688-1720) وما نتج عنها من انتقال السلطة السياسية من الملك إلى البرلمان. على الرغم من أن الملك لم يُجرد من السلطات القديمة وبقى، على نحو قانوني، رئيسًا للحكومة، أصبح من الضروري، سياسيًا، أن يحكم من خلال رئيس وزراء يمكنه أن يحصل على أغلبية في البرلمان.
بحلول ثلاثينيات القرن التاسع عشر، ظهر نظام وستمنستر الحكومي (أو حكومة مجلس الوزراء)، إذ أصبح رئيس الوزراء أول النظراء أو الأول بين المتساوين في مجلس الوزراء ورئيس الحكومة في المملكة المتحدة. تعزز المنصب السياسي لرئيس الوزراء نتيجة لتطور الأحزاب السياسية الحديثة وإدخال وسائل الاتصال الجماهيري والتصوير الفوتوغرافي. مع بداية القرن العشرين، ظهر عهد رئاسة الوزراء الحديثة، وأصبح هذا المنصب هو المنصب البارز في التسلسل الهرمي الدستوري إزاء النظام الملكي والبرلمان ومجلس الوزراء.
قبل عام 1902، كان رئيس الوزراء يأتي أحيانًا من مجلس اللوردات، شريطة أن تشكل حكومته أغلبية في مجلس العموم. لكن مع تضاؤل قوة الأرستقراطية خلال القرن التاسع عشر، وُضعت الاتفاقية على أنه ينبغي لرئيس الوزراء أن يكون دائمًا عضوًا برلمانيًا في مجلس النواب، بحيث يكون مسؤولًا أمام العموم في البرلمان فحسب. بوصفه رئيسًا لمجلس العموم، تعززت سلطة رئيس الوزراء أكثر عبر قانون البرلمان لعام 1911، الذي همّش نفوذ مجلس اللوردات في عملية سن القوانين.
رئيس الوزراء، بحكم منصبه، هو أيضًا اللورد الأول للخزانة ووزير الخدمة المدنية. تُمنح بعض الامتيازات، مثل الإقامة في 10 داوننغ ستريت، لرؤساء الوزراء بحكم منصبهم كلورد أول للخزانة.
يُصنف شاغل منصب رئيس الوزراء البريطاني، وبما يتمتع به من سلطات تنفيذية، كواحد من أقوى القادة المنتخبين ديمقراطيًا في العالم.
تولى 58 شخصًا (55 رجلاً و3 نساء) منصب رئيس الوزراء، أولهم كان روبرت والبول الذي تولى منصبه في 3 أبريل 1721. وكان والبول هو رئيس الوزراء الأطول خدمة والذي خدم أكثر من 20 عامًا، وأقصر رئيس وزراء خدمة. كانت ليز تراس، التي قضت سبعة أسابيع.
رئيس الوزراء الحالي هو السير كير ستارمر، زعيم حزب العمال والمدير السابق للنيابة العامة، والذي عين في 5 يوليو 2024.

## السلطة
رئيس الوزراء هو رئيس حكومة المملكة المتحدة. على هذا النحو، يرأس رئيس الوزراء الجديد مجلس الوزراء (السلطة التنفيذية). بالإضافة إلى ذلك، يقود رئيس الوزراء حزبًا سياسيًا كبيرًا ويحظى، على نحو عام، بأغلبية في مجلس العموم (المجلس الأدنى في الهيئة التشريعية). يمارس شاغل منصب رئيس الوزراء سلطات تشريعية وتنفيذية هامة. في ظل النظام البريطاني، هناك وحدة بين السلطات بدلًا من الفصل بينها. في مجلس العموم، يوجه رئيس الوزراء عملية سن القوانين بهدف سن جدول أعمال تشريعي لحزبه السياسي. يتولى رئيس الوزراء، بصفته التنفيذية، تعيين (وعزل) جميع أعضاء مجلس الوزراء والوزراء الآخرين، وتنسيق سياسات وأنشطة جميع الإدارات الحكومية وموظفي الخدمة المدنية. يعمل رئيس الوزراء أيضًا بوصفه «الواجهة» و«الصوت» العلني لحكومة صاحبة الجلالة، سواء في الداخل أو في الخارج. يمارس صاحب السيادة الملكية، بناء على مشورة رئيس الوزراء وحده، العديد من السلطات القانونية والامتيازية، بما في ذلك التعيينات القضائية والسياسية، والتعيينات الرسمية رفيعة المستوى، والتعيينات الكنسية في كنيسة إنجلترا، ومنح أوسمة النبلاء، وبعض من أوسمة الفرسان، وغيرها من الأوسمة والتشريفات الهامة.

## التأسيس

### التسوية الثورية
نظرًا لأن منصب رئيس الوزراء لم يُجر تأسيسه بشكل قصدي، فلا يوجد تاريخ دقيق لبدء تأسيسه. بيد أن نقطة الانطلاق الهامة تتمثل في الفترة 1688-1689، وذلك عندما فر جيمس الثاني من إنجلترا، ثم موافقة برلمان إنجلترا على تنصيب ويليام الثالث وماري الثانية ملكين دستوريين مشتركين، وسن تشريعات تقيد سلطتهما وسلطة خلفائهما، وهي : شرعة الحقوق (1689)، وقانون التمرد (1689)، وقانون الثلاث سنوات (1694)، وقانون الخيانة (1696)، ومرسوم التولية (1701). غيرت هذه القوانين، التي عُرفت مجتمعة باسم التسوية الثورية، الدستور، وحولت ميزان القوى من السيادة الملكية إلى البرلمان. بمجرد إنشاء منصب رئيس الوزراء، توفرت الأسس اللازمة لتطوره.

### مقعد الخزانة
أضفت التسوية الثورية على مجلوس العموم مراقبة الشؤون المالية والتشريعية، وغيرت العلاقة بين السلطتين التنفيذية والتشريعية. بسبب الافتقار إلى المال، كان لزامًا على صاحب السيادة الملكية استدعاء البرلمان سنويًا، ولم يعد بوسعه حل البرلمان أو تعطيله دون مشورته وموافقته. أصبح البرلمان سمة دائمة من سمات الحياة السياسية. توقف استخدام حق النقض، بسبب خشية أصحاب السيادة حرمان البرلمان لهم من المال إذا رفضوا التشريع. ما من عاهل أنكر الموافقة الملكية منذ أن استخدمت الملكة آن حق النقض ضد مشروع قانون الميليشيا الاسكتلندية عام 1708.
جرى ضم مسؤولي الخزانة وغيرهم من رؤساء الإدارات إلى البرلمان ليعملوا كحلقة وصل بينه وبين الملك. كان على الوزراء عرض سياسات الحكومة، والتفاوض مع الأعضاء لكسب تأييد الأغلبية، وكان عليهم شرح الاحتياجات المالية للحكومة، واقتراح سبل تلبيتها، وتقديم تقريرًا يشرح كيف أُنفقت الأموال. كان ممثلو صاحب السيادة الملكية يحضرون جلسات مجلس العموم بانتظام حتى أنهم حصلوا على مقاعد محجوزة في المقدمة تُعرف باسم مقعد الخزانة. تُعد هذه هي بداية «وحدة السلطات»: إذ أصبح وزراء السيادة (السلطة التنفيذية) أعضاء بارزين في البرلمان (الهيئة التشريعية). في الوقت الحاضر، يجلس رئيس الوزراء (اللورد الأول للخزانة) ومستشار الخزانة (المسؤول عن الميزانية)، وغيرهم من كبار أعضاء مجلس الوزراء على مقعد الخزانة، ويعرضون السياسات بنفس الطريقة التي فعل بها الوزراء في أواخر القرن السابع عشر.

## رؤساء وزراء سابقون على قيد الحياة
يوجد ستة رؤساء وزراء بريطانيين سابقين على قيد الحياة:
- جون ميجر (1990–1997)
- توني بلير (1997–2007)
- جوردون براون (2007–2010)
- ديفيد كاميرون (2010–2016)
- تيريزا ماي (2016–2019)
- بوريس جونسون (2019–2022)
- ليز تروس (2022-2022)
- ريشي سوناك (2022-2024)